# Ludu Daw Amar
Ludu Daw Amar, nota anche come Ludu Daw Ah Mar (Mandalay, 29 novembre 1915 – Mandalay, 7 aprile 2008) è stata una giornalista e scrittrice birmana oltre che dissidente contro i regimi occupanti la sua patria.
Era sposata con un collega scrittore e giornalista, Ludu U Hla, ed era la madre dello scrittore Nyi Pu Lay. È conosciuta soprattutto per le sue schiette opinioni antigovernative e per il giornalismo di sinistra radicale, oltre che per il suo eccezionale lavoro sulle arti, il teatro, la danza e la musica tradizionali birmane e per diversi lavori di traduzione dall'inglese, sia di narrativa che di saggistica.

## Biografia
Nata in un'antica famiglia di Mandalay che commerciava in tabacco e produceva sigari, Amar era la quarta di una famiglia di dodici persone, di cui solo sei sopravvissero fino all'età adulta. Studiò all'American Baptist Mission School e successivamente alla National High School sotto il preside Abdul Razak che in seguito divenne ministro dell'istruzione nel gabinetto di Aung San e fu assassinato con lui e altri nel luglio 1947. Studiò scienze al Mandalay Intermediate College e poi alla Rangoon University ottenendo la laurea. Il suo primo lavoro importante fu una traduzione di Trials in Birmania di Maurice Collis, nel 1938, e da quel momento pubblicò articoli nella rivista Peacock's Call dell'università Owei e anche in Kyipwa Yay (Progresso), edita dal suo futuro marito U Hla, firmati con il suo nome e gli pseudonimi Mya Myint Zu e Khin La Win.
Quando scoppiò il secondo sciopero degli studenti universitari nella storia, nel 1936, Amar e la sua amica di Mandalay, MA Ma Ohn, divennero famose come donne leader studentesche tra gli scioperanti per essersi accampate sulle terrazze della Pagoda Shwedagon. U Hla era un convinto sostenitore dello sciopero e iniziò a corteggiare Amar; nel 1939 si sposarono ed egli trasferì la sua rivista a Mandalay.
La famiglia fuggì nelle campagne a nord di Mandalay quando scoppiò la seconda guerra mondiale in Oriente, nel 1942, ma la rivista continuò ad essere pubblicata. Daw Amar tradusse, in tempo di guerra, uno dei tre bestseller dello scrittore soldato giapponese Hino Ashihei chiamato Wheat and Soldiers e lo pubblicò insieme agli altri due tradotti dal marito. Tradusse anche The Rainbow  della scrittrice cecoslovacca Wanda Wasilewska, nel 1945, stampato su carta da regalo blu con scatola di fiammiferi, l'unico tipo di carta disponibile all'epoca. Sia il marito che la moglie furono coinvolti nel movimento di resistenza contro l'occupazione giapponese e formarono l'Asha Lu Nge (အာရှလူငယ်, Giovane Asia) a Mandalay. Suo marito fu brevemente arrestato dalle autorità militari dopo la riconquista della città da parte della Quattordicesima Armata britannica a causa dei libri di Hino Ashihei.
Alla fine della guerra, nel 1945, U Hla lanciò un giornale quindicinale chiamato Ludu Journal (လူထုဂျာနယ်) - Ludu in birmano significa "il popolo/le masse" - con Amar come sua assistente. Il Ludu Daily fu lanciato con successo l'anno successivo e la coppia divenne successivamente nota come Ludu U Hla e Ludu Daw Amar. I loro incisivi commenti e analisi politiche diedero un contributo significativo al desiderio di indipendenza del paese e alla lotta unificata contro il dominio coloniale. Le loro pubblicazioni non contenevano pubblicità di alcol, droghe per migliorare le prestazioni sessuali o di gioco d'azzardo, né consigli sulle corse, cronache di affari salaci e pettegolezzi. U Hla dovette convincersi a fare un'eccezione per le pubblicità cinematografiche al fine di mantenere la sopravvivenza del giornale.
Una mattina del 1948, subito dopo che la Birmania ottenne l'indipendenza dal Regno Unito, la Kyipwa Yay Press di Mandalay fu ridotta in macerie dalle truppe governative che ritenevano la coppia Ludu simpatizzare per i comunisti. Questo era un periodo in cui il cambio di regime avveniva abbastanza spesso visto che la città passava alternativamente nelle mani dei ribelli Karen, dei comunisti e del nuovo governo socialista di U Nu. L'intera famiglia, comprese due donne in stato di gravidanza, venne gettata in strada, messa in fila e stava per essere uccisa quando un certo numero di monaci e gente del posto intervennero con successo per salvare le loro vite.
Nel 1953 Amar si recò all'estero alla Conferenza mondiale delle donne democratiche a Copenaghen, alla Conferenza mondiale per la pace a Budapest e al 4º Festival mondiale della gioventù e degli studenti a Bucarest. Nell'ottobre 1953 il governo della Lega antifascista per la libertà popolare (AFPFL) di U Nu imprigionò U Hla, ai sensi della Sezione 5, per sedizione e considerato prigioniero politico dopo aver pubblicato una notizia controversa sul giornale. Egli trascorse più di tre anni nella prigione centrale di Rangoon fino al suo rilascio nel gennaio 1957. Ormai la coppia aveva cinque figli, con il più giovane Nyein Chan (il suo nome significa "pace" in birmano, pseudonimo Nyi Pu Lay nato nel 1952) che era appena un bambino. Nel marzo 1959 il giornale fu chiuso dalle autorità e non venne più pubblicato fino a maggio dell'anno successivo. Amar si recò a Mosca nel 1962 come ospite invitata da Aeroflot Russian Airlines e visitò la Germania dell'Est, la Cecoslovacchia e la Cina. U Hla e Daw Amar erano ben noti agli studenti stranieri di lingua birmana e agli scrittori, giornalisti e artisti del paese; la generazione più giovane di scrittori e artisti in erba li chiamava "U-Lay" (zio) e "Daw Daw" (zia). La loro casa, Ludu Taik  era sempre aperta a questi visitatori, e spesso era il loro primo scalo a Mandalay.
Il Ludu Daily venne chiuso dal governo militare il 7 luglio 1967. Il giornale aveva apertamente difeso la pace e una società socialista, e fornito con forza un sostegno al colloquio di pace, nel 1963, tra il governo del Consiglio Rivoluzionario di Ne Win e vari gruppi ribelli, sia comunisti che etnici, proprio come aveva fatto nei primi anni della guerra civile negli anni Cinquanta. Quando i colloqui di pace si interruppero, il figlio maggiore di Amar, Soe Win (nato nel 1941), di 22 anni e leader studentesco all'Università di Rangoon, entrò in clandestinità con alcuni altri per unirsi al Partito Comunista della Birmania. Fu ucciso in una sanguinosa epurazione, nel 1967, nelle giungle delle montagne di Bago Yoma quando il CPB attuò la propria rivoluzione culturale. La coppia Ludu, fedele all'atteggiamento buddista birmano nei confronti della morte, rifiutò l'invito delle autorità a visitare la tomba, nella giungla, del loro primogenito. Anche il loro secondo figlio Po Than Gyaung (nato nel 1945) fu arrestato per presunte attività politiche studentesche clandestine alla Mandalay University nel luglio 1966, all'età di 21 anni, e detenuto senza accusa né processo fino al maggio 1972. Trascorse parte della sua prigionia nella prigione di Mandalay e successivamente nella colonia penale dell'isola di Cocos nel Mare delle Andamane.
I coniugi erano conosciuti personalmente da Ne Win sin dai primi giorni, e quest'ultimo spesso faceva visita a casa loro ogni volta che si recava a Mandalay. I coniugi continuarono a scrivere, a fare ricerche, ad organizzare seminari letterari, a tenere conferenze e a pubblicare materiale diverso dalla politica interna e rimasero attivi negli affari sociali e comunitari. Nel 1975 accettarono l'invito del governo a tenere conferenze agli studenti universitari di Mandalay e Rangoon che partecipavano alla ricostruzione dei templi di Bagan danneggiati dal grande terremoto dello stesso anno. Ad Amar venne affibbiato l'epiteto "dura di nome, dura per natura" (amar significa "duro/resistente" in birmano).

## Pubblicazioni
Daw Amar scrisse diversi libri tra cui biografie, diari di viaggio, trattati sulla cultura tradizionale birmana e numerosi articoli in varie riviste, alcuni dei quali autobiografici e molte raccolte in libri pubblicati postumi.
1. Thamada Ho Chi Minh - Presidente Ho Chi Minh 1950
2. Hsoshalit taingpyi mya tho - Alle terre socialiste 1963
3. Pyithu chit thaw anupyinnya themya - Artisti amati dal popolo 1964; nello stesso anno vinse il premio nazionale per la letteratura sulla cultura e le arti birmane.
4. Aung Bala , Po Sein, Sein Gadoun - Artisti teatrali con lo stesso nome 1967
5. Shwe Yoe, Ba Galay - Artisti con lo stesso nome in 2 volumi 1969
6. Shweman Tin Maung - Artista teatrale con lo stesso nome 1970
7. Anyeint - Spettacolo tradizionale all'aperto in 2 volumi 1973
8. Gaba akyizoun sa ouk - The World's Biggest Book 1973, traduzione inglese del Dr. Than Tun 1974
9. Shwedaungtaung Articles 1975, tradotto in giapponese da Yasuko Dobashi aka Yin Yin Mya 1994
10. Sayagyi Thakin Kodaw Hmaing - una biografia di Thakin Kodaw Hmaing 1976
11. Chindwin hma pinle tho - Dal Chindwin al mare: un diario di viaggio del 1985
12. Myanma Mahagita - Musica classica birmana 1989
13. Sayleik né Lutha - Tobacco and Man, coautore con U Hla (Daw Amar fumò dagli 8 anni fino ai 40)
14. Mandalaythu Mandalaytha mya - Mandalayans 1991
15. Yadanabon Mandalay, Mandalay, Kyama do Mandalay - Mandalay, il nostro Mandalay 1993
16. Thathana dazaun Sayadaw gyi mya - The Royal Teachers ( Buddhist Abots): the Light of Sasana 1994
17. Kyama do nge nge ga - Quando eravamo giovani 1994
18. Taung Layloun hma Natkyun ahti ahmattaya ahmasaga - Da Taung Layloun a Natkyun: parole da ricordare
19. Gaba akyizoun kyauk sindudaw - L'immagine di pietra più grande del mondo 1996
20. Myanma hkithit bagyi - Arte birmana moderna 1997
21. Amei shaysaga - Mother's Words of Old in 2 volumi 1997, vol 3 2007
22. Shissè thoun hnit shissè thoun gun - Ottantatré anni Ottantatré parole 1998
23. Taung Asha badinbauk mya - Finestre sull'Asia meridionale 1990
24. Nge ga kyun dè hkinpunthe tho - Mio marito My Young Love 2001
25. Hsè hnapwè zaythe hnint kyama do anya - The Twelve-Season Festival Traders and Our Upcountry 2002
26. Lwanthu sa - Nostalgia 2003
27. Sa ouk sainga luwin luhtwet atway amyin hsaungba mya - Clienti in una libreria: Musings 2004][1]
28. Mya Myint Zu Racconti brevi 2006

Le opere tradotte dall'inglese includono:
1. Trials in Burma di Maurice Collis in 2 volumi 1938
2. Sandamala di Maurice Collis 1940
3. Wheat and Soldiers di Hino Ashihei 1945
4. The Rainbow di Wanda Wasilewska 1945
5. The Challenge of Red China di Gunther Stein in 2 volumi 1949
6. In the Name of Peace di Archie John Stone 1953
7. Listen Yankees di C. Wright Mills 1963
8. Cash and Violence in Laos di Anna Lewis Strong 1963
9. The Other Side of the River di Edgar Snow 1966
10. Memoirs of China in Revolution di Chester Ronning 1979
11. African Short Stories 1989
12. Thai Short Stories in 2 volumi 1992-1993[1]

Articoli di riviste:
1. Kyama Yay Thamya Thu Bawa Ludu U Hla - Il mio profilo sulla vita di Ludu U Hla in Shwe Amyutei

## Famosa dissidente
Daw Amar fu molto schietta contro il regime militare, in particolare nei suoi ultimi anni. Venne arrestata insieme a suo marito e al loro figlio più giovane Nyein Chan nel 1978, dopo che il suo secondo figlio Po Than Gyaung era morto dopo essersi affiliato al Partito Comunista della Birmania proprio come il suo defunto fratello Soe Win prima di lui nel 1963. Daw Amar e Nyein Chan non furono rilasciati per più di un anno dalla prigione, fino al 1979, soltanto dopo che U Hla era stato liberato. Nyein Chan fu nuovamente arrestato nel dicembre 1989 questa volta per trascorrere quasi 10 anni in prigione. Po Than Gyaung, che ora vive in esilio nello Yunnan, non avrebbe mai più rivisto sua madre.
U Hla morì nel 1982 dopo 43 anni di matrimonio, cinque figli e sei nipoti. I Ludu erano stati una delle coppie più conosciute tra i letterati birmani. Daw Amar subì un'altra perdita quando i suoi stabilimenti di stampa e magazzini bruciarono nel grande incendio del 1984 che spazzò via il cuore di Mandalay. Da quando compì 70 anni, nel 1985, il compleanno di Daw Amar venne celebrato ogni anno dal mondo dell'arte e della letteratura birmana. L'evento era diventato una convenzione non ufficiale di dissidenti, sotto gli occhi vigili del sempre presente Servizio di intelligence militare, che normalmente si svolgeva al monastero di Taung Laylone sulle rive del lago Taungthaman ad Amarapura vicino a Mandalay fino al novembre 2006 quando la sede dovette essere cambiata sotto pressioni delle autorità. DawAnar rimase attiva nella vita pubblica e fu determinante nel fondare la Byamazo Luhmuyay Athin (Associazione di mutuo soccorso volontario) nel 1998, impegnata nell'aiutare le famiglie povere per il costo dell'assistenza sanitaria e dei funerali.  Venne chiamata "Madre del popolo" e "Gran Vecchia Signora". In una società in cui la vecchiaia è venerata, la maggior parte delle persone la chiamavano Amei (Madre), allo stesso modo con cui si sarebbero riferiti alla propria madre secondo l'usanza birmana.
"Per quelli di noi che non ballano al ritmo delle autorità, dobbiamo essere creativi in quello che scriviamo per far passare il nostro messaggio", disse confermando che non c'era libertà di stampa in Birmania. Si rammaricò di aver dovuto rinunciare al giornalismo e dover scrivere solo di tradizione e cultura. Nei suoi articoli raccolti successivamente in "Mother's Words of Old", lamentava l'allentamento della coesione sociale, della morale e dei valori tradizionali nell'abbigliamento e nei modi che attribuiva al disordine economico, al consumismo, alla globalizzazione e all'immigrazione cinese. Una volta scrisse che i cinesi avevano occupato Mandalay senza sparare un colpo, e avevano soprannominato l'attuale epoca, "era di Lawpan" (capo in cinese ). Ella si sentiva come se Mandalay fosse una colonia non dichiarata della provincia dello Yunnan. Daw Amar era una convinta custode della storia, della cultura, della religione e della sovranità birmane incarnate nel suo luogo di nascita, l'ultima capitale reale della Birmania, Mandalay - quindi tradizionalista ampiamente nazionalista, religiosa ed etnocentrica nella sua prospettiva, eppure era stata in prima linea nella modernizzare la lingua scritta, nel promuovere la comprensione reciproca e l'amicizia tra la popolazione dominante Bamar e le minoranze etniche, in tandem con il marito, nel promuovere l'educazione sessuale e la consapevolezza pubblica del problema dell'HIV/AIDS e nell'esprimere reclami riguardanti i contributi di lavoro non retribuiti delle donne nella società.
Ludu Daw Amar morì il 7 aprile 2008 all'età di 92 anni. La sua casa era Ludu Taik a Mandalay e viveva con la sua seconda figlia Tin Win (nata nel 1947) responsabile dell'editoria e il figlio più giovane Nyein Chan (scrittore Nyi Pu Lay - nato nel 1952) e la sua famiglia. La sua figlia maggiore Than Yin Mar (nata nel 1943), una professoressa di medicina in pensione che iniziò a scrivere sotto uno dei vecchi pseudonimi di sua madre, Mya Myint Zu, si occupò della sua salute. Lasciò due figli, due figlie e sei nipoti.